# Гиропор
Гиропор, или Гиро́порус (лат. Gyroporus) — род трубчатых шляпочных грибов монотипного семейства Гиропоровые (Gyroporaceae).

## Описание
Плодовые тела шляпконожечные, от среднего до большого размера. Шляпка может быть гладкой или волокнисто-пушистой. Гименофор состоит из свободных трубочек, с правильными округлыми порами, сначала белый, впоследствии желтеющий.
Ножка центральная, губчатая, у зрелых плодовых тел полая в форме трубочки, может иметь камеры, ломкая, гладкая или бархатистая, без сетчатого рисунка. Мякоть белая, на разрезе у некоторых видов резко изменяющая окраску.
Споровый порошок желтоватый.
Все грибы рода являются микоризообразователями.

## Экология
Образуют микоризу. Известно 10 видов, встречающихся в умеренном поясе Северного полушария и в тропиках.

## Виды
- Gyroporus ammophilus

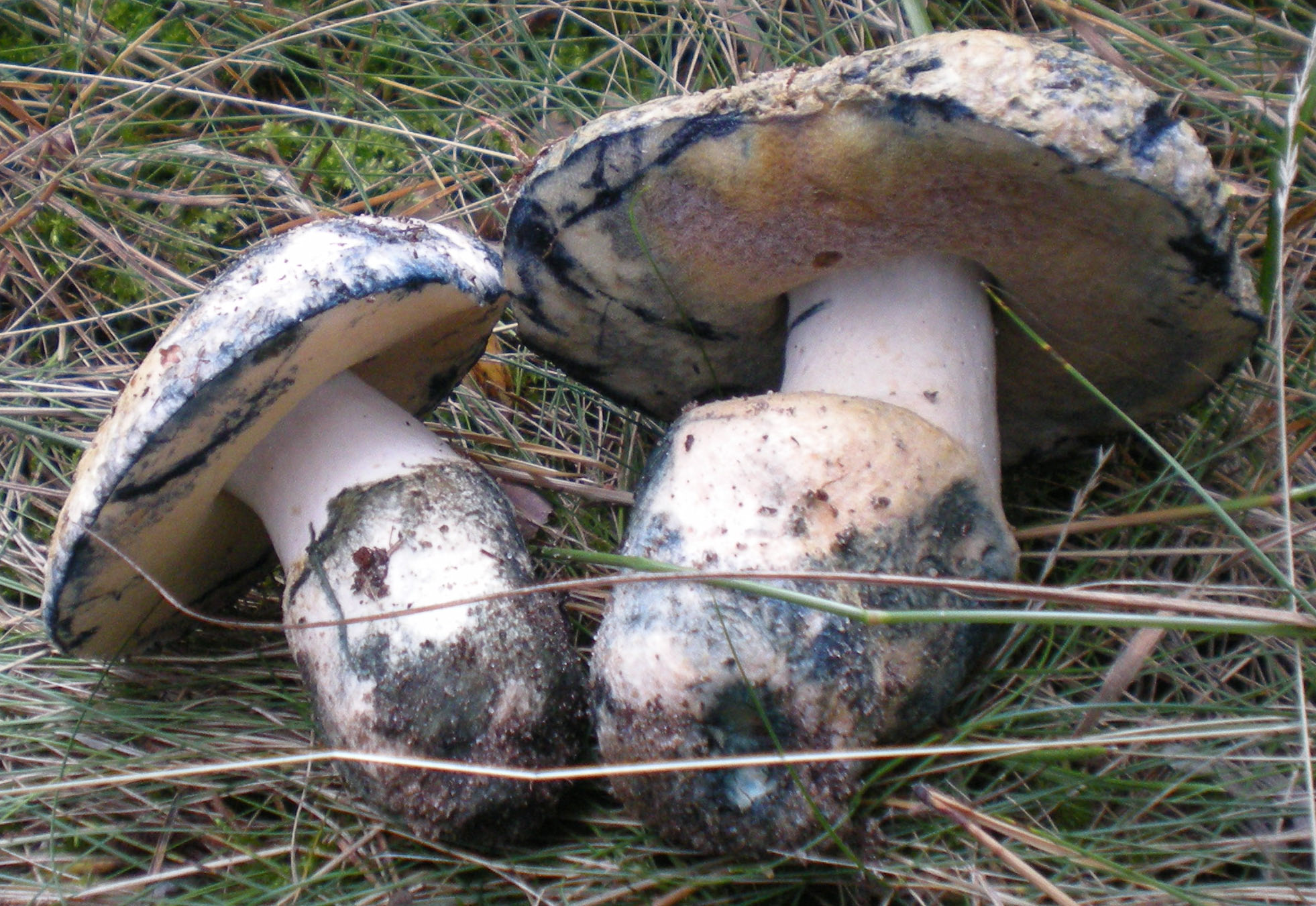
Gyroporus cyanescens

- Gyroporus brunneofloccosus
- Gyroporus castaneus — Каштановый гриб
- Gyroporus cyanescens — Синяк (гриб)
- Gyroporus heterosporus
- Gyroporus longicystidiatus
- Gyroporus malesicus
- Gyroporus phaeocyanescens
- Gyroporus purpurinus
- Gyroporus subalbellus
- Gyroporus tuberculatosporus
- Gyroporus variabilis